# Закарпаття (поїзд)
«Закарпáття» — скасований нічний швидкий фірмовий пасажирський поїзд № 99/100 Львівської залізниці ПАТ «Укрзалізниця» сполученням Ужгород — Київ, що курсував до 9 грудня 2017 року.

## Історія
В 1971 році поїзд «Закарпаття» здійснив свій перший рейс під № 137/138. В 1985 році було змінено номер на № 237/238, після 2005 року на № 337/338. Приблизно в 2010 році змінив номер на № 99/100.
Потяг «Закарпаття» курсував цілий рік, щоденно. Протяжність маршруту потяга становила 857 км.
Згідно розкладу руху потягів на 2016/2017 роки:
- вирушав із залізничного вокзалу Ужгорода під № 99 о 16:49. На станції Воловець рухомий склад здійснював зупинку тривалістю 10 хвилин (19:24—19:34), оскільки до вагонів причіплявся додатковий задній локомотив для підтримки потяга на схилах перевалу. Фірмовий потяг проїжджав одноколійний Бескидський тунель, після якого прибував до станції Лавочне. В Лавочному від вагонів відчіплявся задній локомотив, а далі потяг прямував у напрямку Стрия. Потяг прибував на станцію Львів о 22:58, а вирушав о 23:18. Прибував на станцію Київ-Пасажирський під № 100 о 07:18, час в дорозі становив — 14 годин 26 хвилин;
- зворотно, зі станції Київ-Пасажирський потяг Київ — Ужгород вирушав під № 99 о 17:39, до Львова прибував о 02:04. На станції Львів у потяга стоянка становила 28 хвилин і вирушав о 02:32. На станції Лавочне здійснювалася причіпка заднього локомотива для проїзду через перевал. Найчастіше локомотивна бригада здійснювала ще технічну зупинку на станції Скотарське для перевірки на справність гальмівних колодок. На станції Воловець додатковий локомотив знову відчіплявся, тому потяг здійснював 8 хвилинну зупинку (05:36—05:44). Прибував на станцію Ужгород під № 100 о 08:12, час в дорозі становив — 14 годин 33 хвилин.

| Розклад руху потяга «Закарпаття» на 2016/2017 рр. | Розклад руху потяга «Закарпаття» на 2016/2017 рр. | Розклад руху потяга «Закарпаття» на 2016/2017 рр. | Розклад руху потяга «Закарпаття» на 2016/2017 рр. | Розклад руху потяга «Закарпаття» на 2016/2017 рр. |
| Час прибуття                                      | Час відправлення                                  | Станція                                           | Час прибуття                                      | Час відправлення                                  |
| ------------------------------------------------- | ------------------------------------------------- | ------------------------------------------------- | ------------------------------------------------- | ------------------------------------------------- |
| —                                                 | 16:49                                             | Ужгород                                           | 08:12                                             | —                                                 |
| 07:18                                             | —                                                 | Київ                                              | —                                                 | 17:39                                             |

На маршруті руху потяг здійснював зупинки на 19 проміжних станціях.
З 10 грудня 2017 року «Укрзалізниця» скасувала курсування потяга «Закарпаття», натомість призначила новий нічний швидкий потяг № 45/46 Ужгород сполученням Ужгород — Лисичанськ, що курсує щоденно через станцію Київ-Пасажирський. Загальна тривалість поїздки від Ужгорода до Лисичанська становить близько 30 годин.

## Склад потяга
На маршруті курсували два склади потяга формування пасажирського вагонного депо станції Ужгород (ЛВЧ-5), що були сформовані з 18 фірмових вагонів 1-го та 2-го класу комфортності: 
- 7 плацкартних;
- 10 купейних;
- 1 вагон класу «Люкс».

## Вагони безпересадкового сполучення
Цей потяг мав вагон безпересадкового сполучення:
- Ужгород — Санкт-Петербург (№ 30) їхав лише до Львова і перечіплювався до потяга № 48 Львів — Санкт-Петербург[6].